# Coupe du monde de cyclo-cross 2022-2023
Navigation
2021-2022 2023-2024
La Coupe du monde de cyclo-cross 2022-2023 est la 30e édition de la coupe du monde de cyclo-cross qui a lieu du 9 octobre 2022 à Waterloo au 29 janvier 2023 à Besançon. Elle comprend quatorze manches pour les élites, organisées en Europe et aux États-Unis : chacune d'elles fait partie du calendrier de la saison de cyclo-cross 2022-2023.

## Barème
Le barème est identique à celui de la saison précédente, unique pour toutes les catégories : 
| Place  | 1  | 2  | 3  | 4  | 5  | 6  | 7  | 8  | 9  | 10 | 11 | 12 | 13 | 14 | 15 | 16 | 17 | 18 | 19 | 20 | 21 | 22 | 23 | 24 | 25 |
| Points | 40 | 30 | 25 | 22 | 21 | 20 | 19 | 18 | 17 | 16 | 15 | 14 | 13 | 12 | 11 | 10 | 9  | 8  | 7  | 6  | 5  | 4  | 3  | 2  | 1  |

## Calendrier
| #  | Date             | Course                              |
| -- | ---------------- | ----------------------------------- |
| 1  | 9 octobre 2022   | Waterloo (Trek CXC Cup)             |
| 2  | 16 octobre 2022  | Fayetteville                        |
| 3  | 23 octobre 2022  | Tábor (Cyclo-cross de Tábor)        |
| 4  | 30 octobre 2022  | Maasmechelen                        |
| 5  | 13 novembre 2022 | Beekse Bergen                       |
| 6  | 20 novembre 2022 | Overijse (Druivencross)             |
| 7  | 27 novembre 2022 | Hulst (Vestingcross)                |
| 8  | 4 décembre 2022  | Anvers (Scheldecross)               |
| 9  | 11 décembre 2022 | Dublin                              |
| 10 | 17 décembre 2022 | Val di Sole                         |
| 11 | 26 décembre 2022 | Gavere (Cyclo-cross d'Asper-Gavere) |
| 12 | 8 janvier 2023   | Zonhoven (Cyclo-cross de Zonhoven)  |
| 13 | 22 janvier 2023  | Benidorm (Cyclo-cross de Benidorm)  |
| 14 | 29 janvier 2023  | Besançon                            |

## Hommes élites

### Résultats
| #  | Date             | Lieu                                | Vainqueur              | Deuxième             | Troisième              | Leader du classement général |
| -- | ---------------- | ----------------------------------- | ---------------------- | -------------------- | ---------------------- | ---------------------------- |
| 1  | 9 octobre 2022   | Waterloo (Trek CXC Cup)             | Eli Iserbyt            | Laurens Sweeck       | Lars van der Haar      | Eli Iserbyt                  |
| 2  | 16 octobre 2022  | Fayetteville                        | Eli Iserbyt            | Laurens Sweeck       | Michael Vanthourenhout | Eli Iserbyt                  |
| 3  | 23 octobre 2022  | Tábor (Cyclo-cross de Tábor)        | Eli Iserbyt            | Lars van der Haar    | Michael Vanthourenhout | Eli Iserbyt                  |
| 4  | 30 octobre 2022  | Maasmechelen                        | Laurens Sweeck         | Lars van der Haar    | Eli Iserbyt            | Eli Iserbyt                  |
| 5  | 13 novembre 2022 | Beekse Bergen                       | Laurens Sweeck         | Lars van der Haar    | Michael Vanthourenhout | Eli Iserbyt                  |
| 6  | 20 novembre 2022 | Overijse (Druivencross)             | Michael Vanthourenhout | Tom Pidcock          | Lars van der Haar      | Eli Iserbyt                  |
| 7  | 27 novembre 2022 | Hulst (Vestingcross)                | Mathieu van der Poel   | Laurens Sweeck       | Eli Iserbyt            | Laurens Sweeck               |
| 8  | 4 décembre 2022  | Anvers (Scheldecross)               | Mathieu van der Poel   | Wout van Aert        | Michael Vanthourenhout | Laurens Sweeck               |
| 9  | 11 décembre 2022 | Dublin                              | Wout van Aert          | Laurens Sweeck       | Tom Pidcock            | Laurens Sweeck               |
| 10 | 17 décembre 2022 | Val di Sole                         | Michael Vanthourenhout | Niels Vandeputte     | Kevin Kuhn             | Laurens Sweeck               |
| 11 | 26 décembre 2022 | Gavere (Cyclo-cross d'Asper-Gavere) | Mathieu van der Poel   | Wout van Aert        | Tom Pidcock            | Laurens Sweeck               |
| 12 | 8 janvier 2023   | Zonhoven (Cyclo-cross de Zonhoven)  | Wout van Aert          | Mathieu van der Poel | Laurens Sweeck         | Laurens Sweeck               |
| 13 | 22 janvier 2023  | Benidorm (Cyclo-cross de Benidorm)  | Mathieu van der Poel   | Wout van Aert        | Eli Iserbyt            | Laurens Sweeck               |
| 14 | 29 janvier 2023  | Besançon                            | Mathieu van der Poel   | Laurens Sweeck       | Joris Nieuwenhuis      | Laurens Sweeck               |

### Classement général[2]
| Pos. | Coureur                | Équipe                   | WAT | FAY | TAB | MAA | BEE | OVE | HUL | ANV | DUB | VAL | GAV | ZON | BEN | BES | Points |
| ---- | ---------------------- | ------------------------ | --- | --- | --- | --- | --- | --- | --- | --- | --- | --- | --- | --- | --- | --- | ------ |
| 1    | Laurens Sweeck         | Crelan-Fristads          | 2   | 2   | 4   | 1   | 1   | 4   | 2   | 4   | 2   | 4   | 6   | 3   | 4   | 2   | 385    |
| 2    | Michael Vanthourenhout | Pauwels Sauzen-Bingoal   | 4   | 3   | 3   | 4   | 3   | 1   | 6   | 3   | 5   | 1   | 4   | 4   | DNS | -   | 309    |
| 3    | Eli Iserbyt            | Pauwels Sauzen-Bingoal   | 1   | 1   | 1   | 3   | 5   | 7   | 3   | 6   | 7   | DNF | -   | -   | 3   | 10  | 290    |
| 4    | Lars van der Haar      | Baloise Trek Lions       | 3   | -   | 2   | 2   | 2   | 3   | 4   | 5   | 4   | -   | 5   | 6   | 7   | -   | 265    |
| 5    | Niels Vandeputte       | Alpecin-Deceuninck       | 8   | 7   | 7   | 5   | 7   | 15  | 11  | 9   | 17  | 2   | 13  | 7   | 8   | 5   | 249    |
| 6    | Mathieu van der Poel   | Alpecin-Deceuninck       | -   | -   | -   | -   | -   | -   | 1   | 1   | -   | 8   | 1   | 2   | 1   | 1   | 248    |
| 7    | Kevin Kuhn             | Tormans Cyclo Cross Team | -   | -   | 8   | 6   | 15  | 10  | 10  | 13  | 11  | 3   | 21  | 9   | 6   | 7   | 195    |
| 8    | Toon Vandebosch        | Alpecin-Deceuninck       | 17  | 9   | 20  | 9   | 11  | 12  | 9   | 23  | 14  | 13  | 8   | 17  | 11  | 13  | 178    |
| 9    | Wout van Aert          | Jumbo-Visma              | -   | -   | -   | -   | -   | -   | -   | 2   | 1   | -   | 2   | 1   | 2   | -   | 170    |
| 10   | Jens Adams             | Chocovit                 | -   | -   | 6   | 8   | 10  | 9   | 8   | 7   | 6   | 28  | 12  | 8   | DNF | -   | 160    |

## Femmes élites

### Résultats
| #  | Date             | Lieu                                | Vainqueur          | Deuxième        | Troisième            | Leader du classement général |
| -- | ---------------- | ----------------------------------- | ------------------ | --------------- | -------------------- | ---------------------------- |
| 1  | 9 octobre 2022   | Waterloo (Trek CXC Cup)             | Fem van Empel      | Ceylin Alvarado | Lucinda Brand        | Fem van Empel                |
| 2  | 16 octobre 2022  | Fayetteville                        | Fem van Empel      | Lucinda Brand   | Annemarie Worst      | Fem van Empel                |
| 3  | 23 octobre 2022  | Tábor (Cyclo-cross de Tábor)        | Fem van Empel      | Puck Pieterse   | Annemarie Worst      | Fem van Empel                |
| 4  | 30 octobre 2022  | Maasmechelen                        | Fem van Empel      | Puck Pieterse   | Shirin van Anrooij   | Fem van Empel                |
| 5  | 13 novembre 2022 | Beekse Bergen                       | Shirin van Anrooij | Fem van Empel   | Puck Pieterse        | Fem van Empel                |
| 6  | 20 novembre 2022 | Overijse (Druivencross)             | Puck Pieterse      | Fem van Empel   | Shirin van Anrooij   | Fem van Empel                |
| 7  | 27 novembre 2022 | Hulst (Vestingcross)                | Puck Pieterse      | Fem van Empel   | Shirin van Anrooij   | Fem van Empel                |
| 8  | 4 décembre 2022  | Anvers (Scheldecross)               | Fem van Empel      | Puck Pieterse   | Shirin van Anrooij   | Fem van Empel                |
| 9  | 11 décembre 2022 | Dublin                              | Fem van Empel      | Puck Pieterse   | Denise Betsema       | Fem van Empel                |
| 10 | 17 décembre 2022 | Val di Sole                         | Puck Pieterse      | Ceylin Alvarado | Manon Bakker         | Fem van Empel                |
| 11 | 26 décembre 2022 | Gavere (Cyclo-cross d'Asper-Gavere) | Shirin van Anrooij | Lucinda Brand   | Puck Pieterse        | Fem van Empel                |
| 12 | 8 janvier 2023   | Zonhoven (Cyclo-cross de Zonhoven)  | Shirin van Anrooij | Puck Pieterse   | Fem van Empel        | Fem van Empel                |
| 13 | 22 janvier 2023  | Benidorm (Cyclo-cross de Benidorm)  | Fem van Empel      | Puck Pieterse   | Shirin van Anrooij   | Fem van Empel                |
| 14 | 29 janvier 2023  | Besançon                            | Puck Pieterse      | Annemarie Worst | Inge van der Heijden | Fem van Empel                |

### Classement général[4]
| Pos. | Coureuse             | Équipe                   | WAT | FAY | TAB | MAA | BEE | OVE | HUL | ANV | DUB | VAL | GAV | ZON | BEN | BES | Points |
| ---- | -------------------- | ------------------------ | --- | --- | --- | --- | --- | --- | --- | --- | --- | --- | --- | --- | --- | --- | ------ |
| 1    | Fem van Empel        | Pauwels Sauzen-Bingoal   | 1   | 1   | 1   | 1   | 2   | 2   | 2   | 1   | 1   | DNF | -   | 3   | 1   | -   | 395    |
| 2    | Puck Pieterse        | Alpecin-Deceuninck       | -   | -   | 2   | 2   | 3   | 1   | 1   | 2   | 2   | 1   | 3   | 2   | 2   | 1   | 390    |
| 3    | Shirin van Anrooij   | Baloise Trek Lions       | -   | -   | 7   | 3   | 1   | 3   | 3   | 3   | -   | -   | 1   | 1   | 3   | -   | 264    |
| 4    | Inge van der Heijden | 777                      | 6   | 5   | 8   | 7   | 11  | 9   | 8   | 5   | 4   | -   | 10  | 6   | 12  | 3   | 246    |
| 5    | Ceylin Alvarado      | Alpecin-Deceuninck       | 2   | 6   | 6   | 9   | 5   | 5   | 4   | -   | -   | 2   | -   | 5   | -   | -   | 203    |
| 6    | Denise Betsema       | Pauwels Sauzen-Bingoal   | 4   | 4   | 4   | 4   | 10  | 10  | 12  | 4   | 3   | -   | -   | -   | -   | 8   | 199    |
| 7    | Lucinda Brand        | Baloise Trek Lions       | 3   | 2   | -   | -   | 7   | 4   | 5   | -   | -   | -   | 2   | 4   | 5   | -   | 190    |
| 8    | Marie Schreiber      | Tormans Cyclo Cross Team | -   | -   | 10  | 12  | 8   | 15  | 11  | 9   | 5   | 6   | 17  | 16  | 15  | 6   | 182    |
| 9    | Manon Bakker         | Crelan-Fristads          | 9   | 11  | -   | 20  | 13  | 39  | 16  | 6   | 6   | 3   | 8   | -   | 13  | 7   | 176    |
| 10   | Annemarie Worst      | 777                      | 5   | 3   | 3   | 17  | -   | -   | -   | -   | -   | -   | 7   | 7   | 6   | 2   | 168    |

## Hommes espoirs

### Résultats
| # | Date            | Lieu                               | Vainqueur        | Deuxième         | Troisième        | Leader du classement général |
| - | --------------- | ---------------------------------- | ---------------- | ---------------- | ---------------- | ---------------------------- |
| 1 | 23 octobre 2022 | Tábor (Cyclo-cross de Tábor)       | Thibau Nys       | Jente Michels    | Emiel Verstrynge | Thibau Nys                   |
| 2 | 30 octobre 2022 | Maasmechelen                       | Thibau Nys       | Pim Ronhaar      | Witse Meeussen   | Thibau Nys                   |
| 3 | 8 janvier 2023  | Zonhoven (Cyclo-cross de Zonhoven) | Thibau Nys       | Witse Meeussen   | Tibor Del Grosso | Thibau Nys                   |
| 4 | 22 janvier 2023 | Benidorm (Cyclo-cross de Benidorm) | Thibau Nys       | Tibor Del Grosso | Emiel Verstrynge | Thibau Nys                   |
| 5 | 29 janvier 2023 | Besançon                           | Tibor Del Grosso | Witse Meeussen   | Emiel Verstrynge | Thibau Nys                   |

### Classement général[6]
| Pos. | Coureur          | TAB | MAA | ZON | BEN | BES | Points |
| ---- | ---------------- | --- | --- | --- | --- | --- | ------ |
| 1    | Thibau Nys       | 1   | 1   | 1   | 1   | -   | 160    |
| 2    | Tibor Del Grosso | 11  | 6   | 3   | 2   | 1   | 115    |
| 3    | Witse Meeussen   | 15  | 3   | 2   | 5   | 2   | 106    |
| 4    | Jente Michels    | 2   | 4   | 4   | 4   | 37  | 96     |
| 5    | Emiel Verstrynge | 3   | 7   | 9   | 3   | 3   | 94     |
| 6    | Joran Wyseure    | 4   | 8   | 5   | 6   | 4   | 85     |
| 7    | Davide Toneatti  | 9   | 11  | 15  | 7   | 7   | 70     |
| 8    | David Haverdings | 8   | 5   | 10  | 14  | -   | 67     |
| 9    | Arne Baers       | 12  | 9   | 14  | 9   | 13  | 61     |
| 10   | Danny van Lierop | 10  | 22  | 13  | 16  | 6   | 59     |

## Femmes espoirs
Bien que participant aux mêmes courses que la catégorie Elite, les espoirs féminines possèdent leur propre classement général.

### Classement général[8]
| Pos.    | Coureuse           | Équipe                   | WAT | FAY | TAB | MAA | BEE | OVE | HUL | ANV | DUB | VAL | GAV | ZON | BEN | BES | Points |
| ------- | ------------------ | ------------------------ | --- | --- | --- | --- | --- | --- | --- | --- | --- | --- | --- | --- | --- | --- | ------ |
| 1 (3)   | Shirin van Anrooij | Baloise Trek Lions       | -   | -   | 7   | 3   | 1   | 3   | 3   | 3   | -   | -   | 1   | 1   | 3   | -   | 264    |
| 2 (8)   | Marie Schreiber    | Tormans Cyclo Cross Team | -   | -   | 10  | 12  | 8   | 15  | 11  | 9   | 5   | 6   | 17  | 16  | 15  | 6   | 182    |
| 3 (14)  | Line Burquier      |                          | -   | -   | 13  | 10  | -   | 13  | 9   | 11  | -   | -   | 11  | 9   | 8   | 15  | 135    |
| 4 (17)  | Zoe Bäckstedt      | EF Education-TIBCO-SVB   | -   | -   | -   | 22  | 22  | 11  | -   | -   | -   | -   | 4   | 17  | 7   | 4   | 95     |
| 5 (18)  | Amandine Fouquenet | Arkéa Pro Cycling Team   | -   | -   | -   | 11  | 17  | 12  | 17  | 13  | -   | -   | 13  | 22  | 17  | 17  | 95     |
| 6 (25)  | Kristýna Zemanová  | Brilon Racing Team       | -   | -   | 14  | 13  | -   | -   | -   | DNF | -   | 10  | 26  | 25  | -   | 13  | 55     |
| 7 (28)  | Leonie Bentveld    | Pauwels Sauzen-Bingoal   | -   | -   | 19  | 23  | 12  | 24  | 15  | 16  | -   | -   | -   | 26  | -   | -   | 47     |
| 8 (31)  | Fleur Moors        | Pauwels Sauzen-Bingoal   | -   | -   | -   | -   | -   | -   | -   | 18  | 10  | 13  | -   | -   | -   | -   | 37     |
| 9 (32)  | Madigan Munro      | Trek Factory Racing CX   | 9   | -   | -   | -   | -   | -   | -   | -   | -   | -   | 12  | 27  | -   | 24  | 33     |
| 10 (40) | Ava Holmgren       |                          | 15  | 14  | -   | -   | -   | -   | -   | -   | -   | -   | 50  | -   | -   | -   | 23     |

## Hommes juniors

### Résultats
| # | Date            | Lieu                               | Vainqueur            | Deuxième            | Troisième            | Leader du classement général |
| - | --------------- | ---------------------------------- | -------------------- | ------------------- | -------------------- | ---------------------------- |
| 1 | 23 octobre 2022 | Tábor (Cyclo-cross de Tábor)       | Léo Bisiaux          | Václav Ježek        | Viktor Vandenberghe  | Léo Bisiaux                  |
| 2 | 30 octobre 2022 | Maasmechelen                       | Guus van den Eijnden | Léo Bisiaux         | Viktor Vandenberghe  | Léo Bisiaux                  |
| 3 | 8 janvier 2023  | Zonhoven (Cyclo-cross de Zonhoven) | Léo Bisiaux          | Yordi Corsus        | Guus van den Eijnden | Léo Bisiaux                  |
| 4 | 22 janvier 2023 | Benidorm (Cyclo-cross de Benidorm) | Yordi Corsus         | Seppe Van den Boer  | Viktor Vandenberghe  | Léo Bisiaux                  |
| 5 | 29 janvier 2023 | Besançon                           | Seppe Van den Boer   | Viktor Vandenberghe | Senna Remijn         | Léo Bisiaux                  |

### Classement général[10]
Seules les 4 meilleurs performances de chaque coureur sont prises en compte pour le classement général.
| Pos. | Coureur              | TAB | MAA | ZON | BEN | BES | Points |
| ---- | -------------------- | --- | --- | --- | --- | --- | ------ |
| 1    | Léo Bisiaux          | 1   | 2   | 1   | 7   | 52  | 129    |
| 2    | Yordi Corsus         | 4   | -   | 2   | 1   | 6   | 112    |
| 3    | Viktor Vandenberghe  | 3   | 3   | 7   | 3   | 2   | 105    |
| 4    | Seppe Van den Boer   | 15  | 15  | 4   | 2   | 1   | 103    |
| 5    | Guus van den Eijnden | 8   | 1   | 3   | 6   | -   | 103    |
| 6    | Václav Ježek         | 2   | 7   | 12  | 21  | 12  | 77     |
| 7    | Andrew August        | 10  | 4   | -   | 4   | 9   | 77     |
| 8    | Senna Remijn         | 45  | 6   | 16  | 5   | 3   | 76     |
| 9    | Wies Nuyens          | 11  | 11  | 6   | 9   | 4   | 74     |
| 10   | Floris Haverdings    | 13  | 10  | 10  | 8   | DNF | 63     |

## Femmes juniors

### Résultats
| # | Date            | Lieu                               | Vainqueur         | Deuxième            | Troisième         | Leader du classement général |
| - | --------------- | ---------------------------------- | ----------------- | ------------------- | ----------------- | ---------------------------- |
| 1 | 23 octobre 2022 | Tábor (Cyclo-cross de Tábor)       | Lauren Molengraaf | Viktória Chladoňová | Fleur Moors       | Lauren Molengraaf            |
| 2 | 30 octobre 2022 | Maasmechelen                       | Lauren Molengraaf | Fleur Moors         | Ava Holmgren      | Lauren Molengraaf            |
| 3 | 8 janvier 2023  | Zonhoven (Cyclo-cross de Zonhoven) | Lauren Molengraaf | Célia Gery          | Isabella Holmgren | Lauren Molengraaf            |
| 4 | 22 janvier 2023 | Benidorm (Cyclo-cross de Benidorm) | Lauren Molengraaf | Isabella Holmgren   | Ava Holmgren      | Lauren Molengraaf            |
| 5 | 29 janvier 2023 | Besançon                           | Ava Holmgren      | Xaydée Van Sinaey   | Isabella Holmgren | Lauren Molengraaf            |

### Classement général[12]
Seules les 4 meilleurs performances de chaque coureuse sont prises en compte pour le classement général.
| Pos. | Coureuse                | TAB | MAA | ZON | BEN | BES | Points |
| ---- | ----------------------- | --- | --- | --- | --- | --- | ------ |
| 1    | Lauren Molengraaf       | 1   | 1   | 1   | 1   | -   | 160    |
| 2    | Ava Holmgren            | 4   | 3   | 4   | 3   | 1   | 112    |
| 3    | Isabella Holmgren       | 8   | 11  | 3   | 2   | 3   | 98     |
| 4    | Célia Gery              | 5   | 5   | 2   | 5   | 4   | 95     |
| 5    | Fleur Moors             | 3   | 2   | 7   | 7   | -   | 93     |
| 6    | Xaydée Van Sinaey       | 6   | 6   | 12  | 8   | 2   | 88     |
| 7    | Valentina Corvi         | 17  | 9   | 5   | 5   | 9   | 76     |
| 8    | Lore De Schepper        | 11  | 19  | 6   | 10  | 8   | 69     |
| 9    | Federica Venturelli     | 7   | -   | 20  | 6   | 5   | 66     |
| 10   | Vida Lopez De San Roman | 12  | 7   | 9   | -   | 12  | 64     |